# Barış Sulu
Barış Sulu là một chính khách người Thổ Nhĩ Kỳ thuộc Đảng Dân chủ Nhân dân (HDP). Sulu là ứng cử viên quốc hội đồng tính công khai đầu tiên ở Thổ Nhĩ Kỳ.
Nhưng ông không được bầu vào quốc hội. Ông là một nhà hoạt động vì quyền LGBT ở Thổ Nhĩ Kỳ từ năm 1999. Ông hiện đang tị nạn ở Đức.